# Batman (Einheit)
Der Batman (osmanisch بطمان, in anderen Turksprachen auch باطمان ,بطمن) war eine Gewichtseinheit, die bei verschiedenen Turkvölkern in Zentralasien, der Osteuropäischen Ebene, in Kleinasien und in Aserbaidschan verwendet wurde. Das Wort Batman hat ursprünglich die Bedeutung von „schweres Gewicht“ und steht wahrscheinlich mit der türkischen Verbalwurzel bat- („untersinken“) in Zusammenhang. Friedrich Wilhelm Karl Müller war hingegen der Auffassung, dass es mittelpersischen Ursprungs sei.
Der Batman wurde schon im Dīwān lughāt at-turk von Mahmud al-Kāschgharī (gest. 1105) erwähnt. Sowohl hier als auch in späteren türkischen Wörterbüchern ist er mit dem Mann identisch und entspricht zwei Ratl. Der andalusische Gelehrte Abū Haiyān at-Tauhīdī (gest. 1344) gibt dagegen in seinem Lexikon der türkischen Sprache an, dass der Batman mit dem Ratl identisch sei. In der Realität wurden mit dem Namen Gewichte sehr unterschiedlicher Schwere bezeichnet. Der schwerste Batman war der große 16-Pud-Batman von Buchara (ca. 260 kg), der leichteste der kleine Batman von Täbris (2,9 kg). Die Gewichtseinheit unterschied sich nicht nur nach den verschiedenen Regionen, sondern auch nach den Waren, die damit abgewogen wurden. In einigen Gebieten wurde der Batman in der Landwirtschaft auch als Flächenmaß verwendet.

## Zentralasien und Osteuropäische Ebene
Bei den Uiguren wurde der Batman als Gewichtseinheit vor allem für Fleisch, Baumwolle, Sorghumhirse, Weizen, Mehl, Wasser, Wein und Brot verwendet. Hierbei wurden aber je nach Ware unterschiedliche Gewichtsgrößen bezeichnet. Nach einer Angabe, die auf Heinrich Julius Klaproth zurückgeht, war 1 Batman = 1 Kätti, d. h., es entsprach 604 g. Aus späterer Zeit sind folgende Batman-Gewichtseinheiten bekannt:
- In Buchara gab es zwei Batman-Größen, die nach dem Mithqāl berechnet wurden: im 18. Jahrhundert einen Batman, der aus 1375 Mithqāl zu 4,8 g bestand, also  6,6 kg entsprach, und einen Batman mit 5120 Mithqāl zu 5,0 g, also 25,6 kg entsprach. Eine zweite Gruppe von Batmans, die im 16. oder 17. Jahrhundert im Zusammenhang mit dem Handel mit Russland aufgekommen waren, basierte auf dem russischen Pud. Es gab einen großen Batman zu 16 Pud = 262,088 kg und einen kleinen Batman zu 8 Pud = 131,044 kg. Der 8-Pud-Batman wurde auch stark im zentralasiatischen Binnenhandel verwendet.[5] Daneben wird von einem Batman zu 312 russischen Pfund (= 127,767 kg) berichtet.[6] Schließlich gibt es die Angabe, wonach in Buchara 1 Batman = 8 Sir = 64 Tschārak = 256 Nimtscha = 125,379072 kg waren.[7]
- In Choresmien war im 17. Jahrhundert 1 Batman = 4,095 kg, im 18. Jahrhundert gab es ein kleines Batman zu 3,788 kg und ein großes Batman zu 7,371 kg. Im 19. Jahrhundert waren erheblich schwerere Batman-Gewichte im Umlauf, eines zu 20 kg in Chiwa und eines zu 40 kg in Urgentsch und Kongrat.
- In Ferghana waren im 19. Jahrhundert neben dem 8-Pud-Batman ein 10-Pud-Batman mit 163,8 kg und ein 10,5-Pud-Batman mit 171,99 kg in Gebrauch.
- In Taschkent und in Tschimkent wurde ebenfalls der 10,5-Pud-Batman mit 171,99 kg benutzt.[8]
- In der Wolgaebene war 1 Batman = 4,097 kg, in Twer 1 Batman = 16,38 kg.[2]

In den Gebirgsregionen des Emirats Buchara waren noch zahlreiche andere Batman-Einheiten in Gebrauch.

## Kleinasien
Die Verwendung des Batman in Kleinasien ist durch den genuesischen Kaufmann Fr. B. Pegolotti schon für das frühe 14. Jahrhundert belegt. Er berichtet, dass das Gewicht von Altoluogo (= Ephesos) Battimano hieß und alle Waren dort nach diesem Gewicht verkauft wurden. Dieses Gewicht entsprach 32 genuesischen Libbre, also 10,144 kg. In der zweiten Hälfte des 15. Jahrhunderts führte der Akkoyunlu-Herrscher Uzun Hasan in Erzincan als neue Gewichtseinheit den Hasan-Pādischāh-Batman (Hasan Pādišāh Batmanı) ein. Dieses Gewicht bestand aus 12 Nügi zu 160 Dirham. Ein Hasan-Pādischāh-Batman entsprach also 1920 Dirham. Bei einem Dirham-Gewicht von 3,207 g ergibt dies ein Gewicht von 6,157 kg.
Nach einer osmanischer Liste von Gewichten aus dem frühen 16. Jahrhundert war 1 Batman = 72 Lidre = 7200 Dirham. Dies entspricht 23,09 kg. In Mardin war um 1518 1 Batman = 12 Nügi = 936 Dirham. Dementsprechend war 1 Batman = 3 kg.
Im frühen 19. Jahrhundert war in Kleinasien und in der Türkei ein Karawanen-Batman üblich, der im gewöhnlichen Geschäftsleben 6 türkischen Okka gleichgesetzt wurde. Er wog also 7,77 kg. Daneben gab es in Adana noch einen Batman zu 4 Okka (= 4,848 kg) und in Urfa einen Batman zu 1 Okka und 320 Dirham (=2,309 kg). Als 1881 durch eine Verordnung die Maße und Gewichte im Osmanischen Reich neu geordnet wurden, wurde der Batman einem Gewicht von 10 kg gleichgestellt. Heute wird noch in Tokat, Kayseri und Erzurum im Gemüse- und Lebensmittelhandel ein Gewicht von 8 kg als Batman bezeichnet.

## Aserbaidschan
Sehr wichtig war der Batman auch in Aserbaidschan, und zwar sowohl in der iranischen Region Aserbaidschan als auch auf dem Gebiet des heutigen Staates Aserbaidschan.

### Täbris
In Täbris ist der Batman als Gewichtseinheit seit dem späten 16. Jahrhundert belegt. Otto Blau vermerkt in seinem Werk Commercielle Zustände Persiens von 1858, dass zu seiner Zeit in Täbris das gewöhnliche Handelsgewicht mit dem Namen Batman belegt wurde, dass man aber darunter sehr verschiedene Gewichtsgrößen verstand, die jeweils nach dem Mithqāl bemessen wurden. Es gab einen kleinen Batman zu 640 Mithqāl, der in ganz Aserbaidschan im Kleinhandel üblich war und nach dem Produkte der mittleren und östlichen Provinzen und auch ausländische Handelsartikel verkauft wurden. Daneben gab es den sogenannt Batman von Täbris zu 1000 Mithqāl, der vor allem für Waren aus Aserbaidschan
wie Salz, Kreuzbeeren, Stärke, Wachs und Ziegenhaar verwendet. Sodann gab es einen Batman von Schiras zu 1280 Mithqāl, der vor allem im Rohseidenhandel gebräuchlich war. Schließlich kannte man noch den Karawanen-Batman aus dem Kleinasien, der mit 1600 Mithqāl veranschlagt wurde.
Umgerechnet ins metrische System, ergibt sich für den kleinen Batman von 640 Mithqāl ein Gewicht von 2,9 kg, für den Batman zu 1000 Mithqāl ein Gewicht von 4,6 kg, für den Batman von 1280 Mithqāl, der mit dem „Königs-Mann“ (man-i šāh) identisch war, ein Gewicht von 5,9 kg, und für den  Karawanen-Batman zu 1600 Mithqāl ein Gewicht von 7,5 kg.
Im Zusammenhang mit der Unterzeichnung des Zollabkommens von 1903 wurde das Gewicht des Batman auf 2,97 kg festgelegt. Infolge der Verwendung der Gewichtseinheit durch die Zollverwaltung verbreitete sich ihr Gebrauch auch in andere Gebiete Irans.

### Schirwan
In der russischen Provinz Schirwan, bis 1820 ein eigenes Chanat, unterschied man den Batman in Meidan-Gewicht, dem sogenannten gewöhnlichen Gewicht, und den Batman in Misan-Gewicht, dem Handelsgewicht im Kleinverkauf. Misan-Gewicht war etwa die Hälfte des anderen. Eine dritte Art von Batman wurde für den Seidenhandel mit dem Herrschaftshaus verwendet.
- 1 Meidan-Batman/Batz = 24 Meidan-Stil = 1750 Mithqāl = 20 russ. Pfund = 8,19023 kg
- 1 Misan-Batman = 24 Misan-Stil = 875 Mithqāl = 10 russ. Pfund = 4,09512 kg
- 1 Seiden-Batman = 48 Stil = 2165 5/8 Mithqāl =  24 ¾ russ. Pfund = 10,13541 kg.[22]

### Scheki
In Scheki, das bis 1819 Sitz eines eigenen Chanats war, gab es ein eigenes Gewichtswesen. Hier galt:
- 1 Meidan-Batman = 48 Meidan-Stil = 4,909 Pfund (russ.) = 16,7527456 kg

Es gab noch einen Misan-Batman und einen Sakat-Batman, wobei 21 Maidan-Batman = 35  Misan-Batman = 45 Sakat-Batman.

## Batman als Flächenmaß
Als Flächenmaß wurde der Batman vor allem in der Landwirtschaft verwendet, wobei als Batman diejenige Fläche galt, für die bei der Aussaat ein Batman Getreide ausreichte. Der Batman bezeichnete hierbei wiederum sehr unterschiedliche Flächen:
- in der Wolga-Ebene 1 Batman = 54,626 Ar.
- in Talas 1 Batman = 218,5 Ar.[2]
- im persischen Irak 1 Batman = 125 Quadrat-Göss = 1,42253 Ar.
- in Aserbaidschan 1 Batman = 125 Quadrat-Göss = 1,56123 Ar.[24]